# Wesley Foderingham
Wesley Andrew Foderingham (Hammersmith, 14 januari 1991) is een Engels profvoetballer die als doelman speelt. In juli 2020 verruilde hij Rangers FC voor Sheffield United.

## Statistieken
| Seizoen        | Club           | Competitie      | Competitie | Competitie | Beker | Beker | League Cup | League Cup | Challenge Cup | Challenge Cup | Europa | Europa | Totaal | Totaal |
| Seizoen        | Club           | Competitie      | Wed.       | Dlp.       | Wed.  | Dlp.  | Wed.       | Dlp.       | Wed.          | Dlp.          | Wed.   | Dlp.   | Wed.   | Dlp.   |
| -------------- | -------------- | --------------- | ---------- | ---------- | ----- | ----- | ---------- | ---------- | ------------- | ------------- | ------ | ------ | ------ | ------ |
| 2010-2011      | Bromley        | National League | 13         | 0          | 0     | 0     | 0          | 0          | 0             | 0             | 0      | 0      | 13     | 0      |
| 2010-2011      | Boreham Wood   | National League | 5          | 0          | 0     | 0     | 0          | 0          | 0             | 0             | 0      | 0      | 5      | 0      |
| 2011-2012      | Swindon Town   | League Two      | 21         | 0          | 2     | 0     | 0          | 0          | 3             | 0             | 0      | 0      | 26     | 0      |
| 2012-2013      | Swindon Town   | League One      | 48         | 0          | 1     | 0     | 4          | 0          | 1             | 0             | 0      | 0      | 54     | 0      |
| 2013-2014      | Swindon Town   | League One      | 41         | 0          | 0     | 0     | 3          | 0          | 2             | 0             | 0      | 0      | 46     | 0      |
| 2014-2015      | Swindon Town   | League One      | 47         | 0          | 1     | 0     | 2          | 0          | 0             | 0             | 0      | 0      | 50     | 0      |
| 2015-2016      | Rangers FC     | Championship    | 36         | 0          | 1     | 0     | 3          | 0          | 4             | 0             | 0      | 0      | 44     | 0      |
| Carrièretotaal | Carrièretotaal | Carrièretotaal  | 195        | 0          | 5     | 0     | 12         | 0          | 10            | 0             | 0      | 0      | 238    | 0      |

1 Davies ·
2 Baldock ·
3 Lowe ·
4 Fleck ·
5 Trusty ·
6 Basham ·
7 Brewster ·
8 Hamer ·
9 McBurnie ·
10 Archer ·
11 Traoré ·
12 Egan  ·
14 Thomas ·
15 Ahmedhodžić ·
16 Norwood ·
17 Coulibaly ·
18 Foderingham ·
19 Robinson ·
20 Bogle ·
21 Souza ·
22 Davies ·
23 Osborn ·
25 Ben Slimane ·
27 Larouci ·
28 McAtee ·
31 Dewhurst ·
32 Osula ·
33 Norrington-Davies ·
35 Brooks ·
36 Jebbison ·
37 Amissah ·
38 Seriki ·
39 Sachdev ·
40 Buyabu ·
Coach: Heckingbottom